# Маккаллох, Александр
Александр Маккаллох (англ. Alexander McCulloch; 25 октября 1887, Мельбурн, Виктория — 5 сентября 1951, Хенли-он-Темз, Оксфордшир) — британский гребец, серебряный призёр летних Олимпийских игр 1908 года.
На Играх 1908 года в Лондоне Маккаллох участвовал в соревновании одиночек. Он выиграл две гонки, но, пройдя в финал, проиграл своему соотечественнику Гарри Блэкстаффу и занял второе место.
После окончания спортивной карьеры стал тренером и подготовил, в частности, олимпийских чемпионов 1948 года в двойках распашных без рулевого Рэна Лори и Джека Уилсона.
В 1901—1902 годах известный американский художник Джон Сингер Сарджент написал портрет Маккаллоха под названием On His Holidays… Norway.